# Rosières (Oise)
Rosières is een dorp in Frankrijk. Het ligt op 50 km ten noordoosten van het centrum van Parijs en op 25 km ten zuiden van Compiègne.

## Geografie
De onderstaande kaart toont de ligging van Rosières (Oise) met de belangrijkste infrastructuur en aangrenzende gemeenten.

## Demografie
Onderstaande figuur toont het verloop van het inwonertal, bron: INSEE-tellingen. 

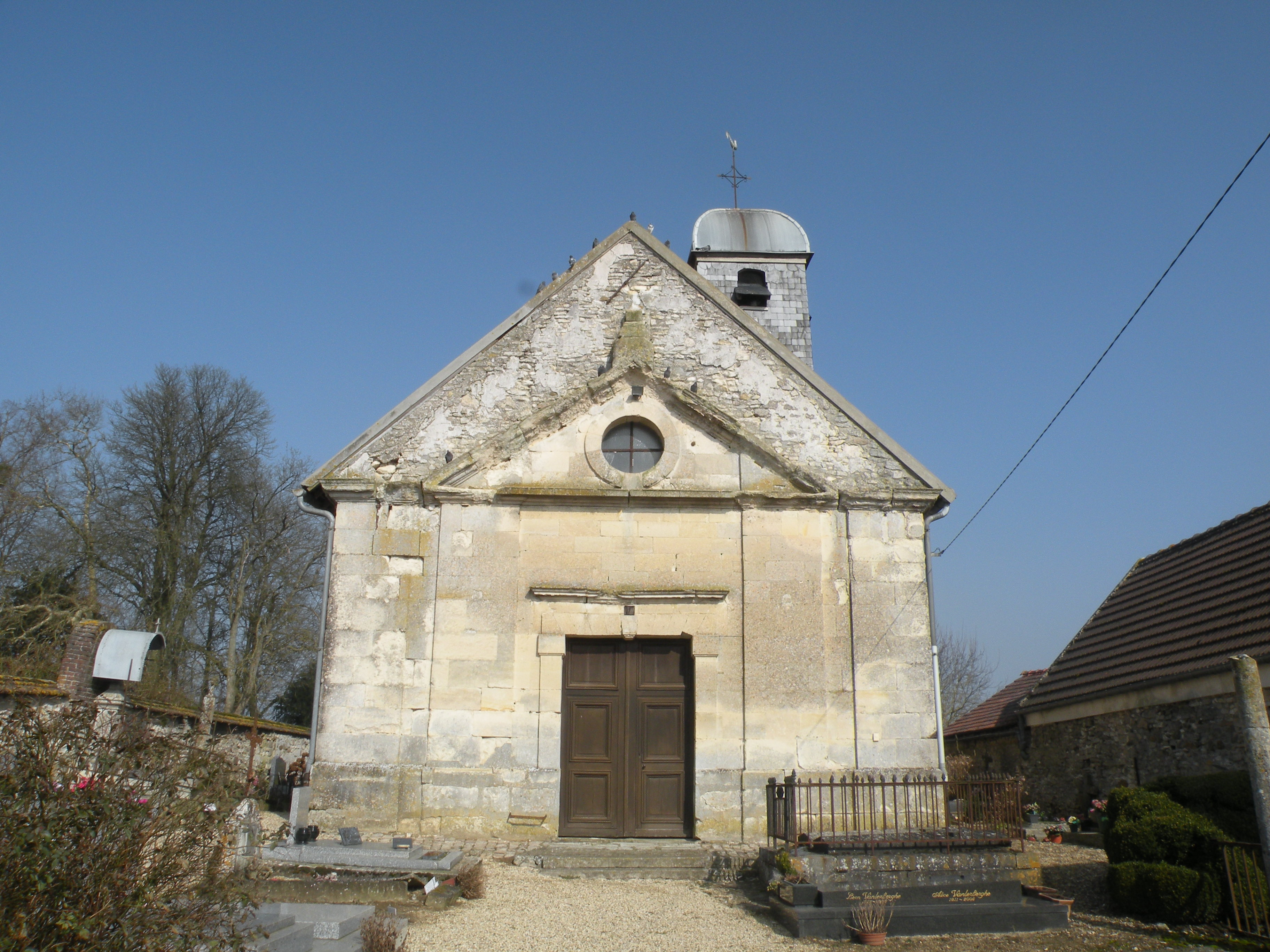
Kerk van Rosières

## Websites
- (fr)  Statistische informatie op de website van INSEE

1. ↑  Populations de référence 2022.